# ديغو فيانا
ديغو فيانا (بالبرتغالية: Diogo Viana) (22 فبراير 1990 بلاغوس في البرتغال - ) هو لاعب كرة قدم برتغالي في مركز جناح. شارك مع منتخب البرتغال تحت 16 سنة لكرة القدم ومنتخب البرتغال تحت 17 سنة لكرة القدم ومنتخب البرتغال تحت 18 سنة لكرة القدم ومنتخب البرتغال تحت 19 سنة لكرة القدم ومنتخب البرتغال تحت 20 سنة لكرة القدم ومنتخب البرتغال تحت 21 سنة لكرة القدم. أما مع النوادي، فقد لعب مع في في في فينلو ونادي بورتو ونادي جل فيسنتي ونادي ليتكس لوفتش ونادي ديبورتيفو داس أيفيس ونادي بينفايل وPFC Litex Lovech II ‏.

## وصلات خارجية
- ديغو فيانا على موقع الاتحاد الأوربي (الإنجليزية)
- ديغو فيانا على موقع قاعدة بيانات كرة القدم.إي يو (الإنجليزية)
- ديغو فيانا على موقع Soccerway.com (الإنجليزية)
- ديغو فيانا على موقع عالم كرة القدم.نت (الإنجليزية)
- ديغو فيانا على موقع AS.com (الإسبانية)